# Paulson Adebo
Saiid Paulson Adebo, né le 3 juillet 1999 à Farmington (Michigan), est un sportif professionnel américain de football américain jouant au poste de Cornerback dans la National Football League (NFL) depuis la saison 2021 et pour la franchise des Giants de New York dès 2025.
Auparavant, au niveau universitaire, il a joué pendant quatre saisons (2017-2020) pour le Cardinal de l'université Stanford au sein de la NCAA Division I FBS et sa Pacific-12 Conference avant d'être sélectionné en 76e choix lors du 3e tour de la draft 2021 par la franchise des Saints de La Nouvelle-Orléans.
Il y reste quatre saisons avant de rejoindre en tant qu'agent libre le 13 mars 2025 les Giants de New York 2025, y signant un contrat de 3 ans pour un montant de 54 millions de dollars.

## Palmarès
- Sélectionné dans la première équipe de la conférence Pac-12 en 2018 et 2019.